# Peritassa peruviana
Peritassa peruviana är en benvedsväxtart som först beskrevs av John Miers, och fick sitt nu gällande namn av Albert Charles Smith. Peritassa peruviana ingår i släktet Peritassa och familjen Celastraceae. Inga underarter finns listade.